# 500 lire "Orazio"
Nel 1993 si è celebrato il bimillenario oraziano. Per commemorare l'evento è stata emessa dalla Zecca di Roma una moneta in argento da 500 lire.

## Dati tecnici
Al Dritto al centro è riprodotto il ritratto del poeta latino Quinto Orazio Flacco ripreso da una moneta romana del IV secolo; accanto ad esso sono raffigurate due piume, allegoria dell'arte di Orazio. In giro è scritto "HORATIUS", mentre la firma dell'autore MAURIZIO SOCCORSI si trova lungo il bordo a destra. 
Al rovescio è riprodotto un capitello corinzio, a simboleggiare il classicismo, fra le cui volute di acanto è posta su tre righe la citazione dall'Ars poetica "VT PICTVRA POESIS"; sotto di essa è indicato il valore. A sinistra del capitello si trovano la data e il segno di zecca R. In giro è scritto "REPUBBLICA ITALIANA".
Nel contorno: "R. I." fra stelle e fronda di lauro per tre volte in rilievo
Il diametro è di 32 mm, il peso: 15 g e il titolo è di 835/1000
La moneta è presentata nelle due versioni fior di conio e fondo specchio, rispettivamente tirate in 49.740 e 10.000 esemplari. La tiratura complessiva è di 59.740 esemplari